# Premio Nobel
Il premio Nobel (pronuncia italianizzata "Nòbel" o "Nobèl"; pronuncia svedese: /nʊˈbɛl/) è un'onorificenza di valore mondiale attribuita annualmente a personalità viventi che si sono distinte nei diversi campi dello scibile umano, apportando «i maggiori benefici all'umanità» per le loro ricerche, scoperte e invenzioni, per le opere letterarie, per l'impegno in favore della pace mondiale.

## Storia

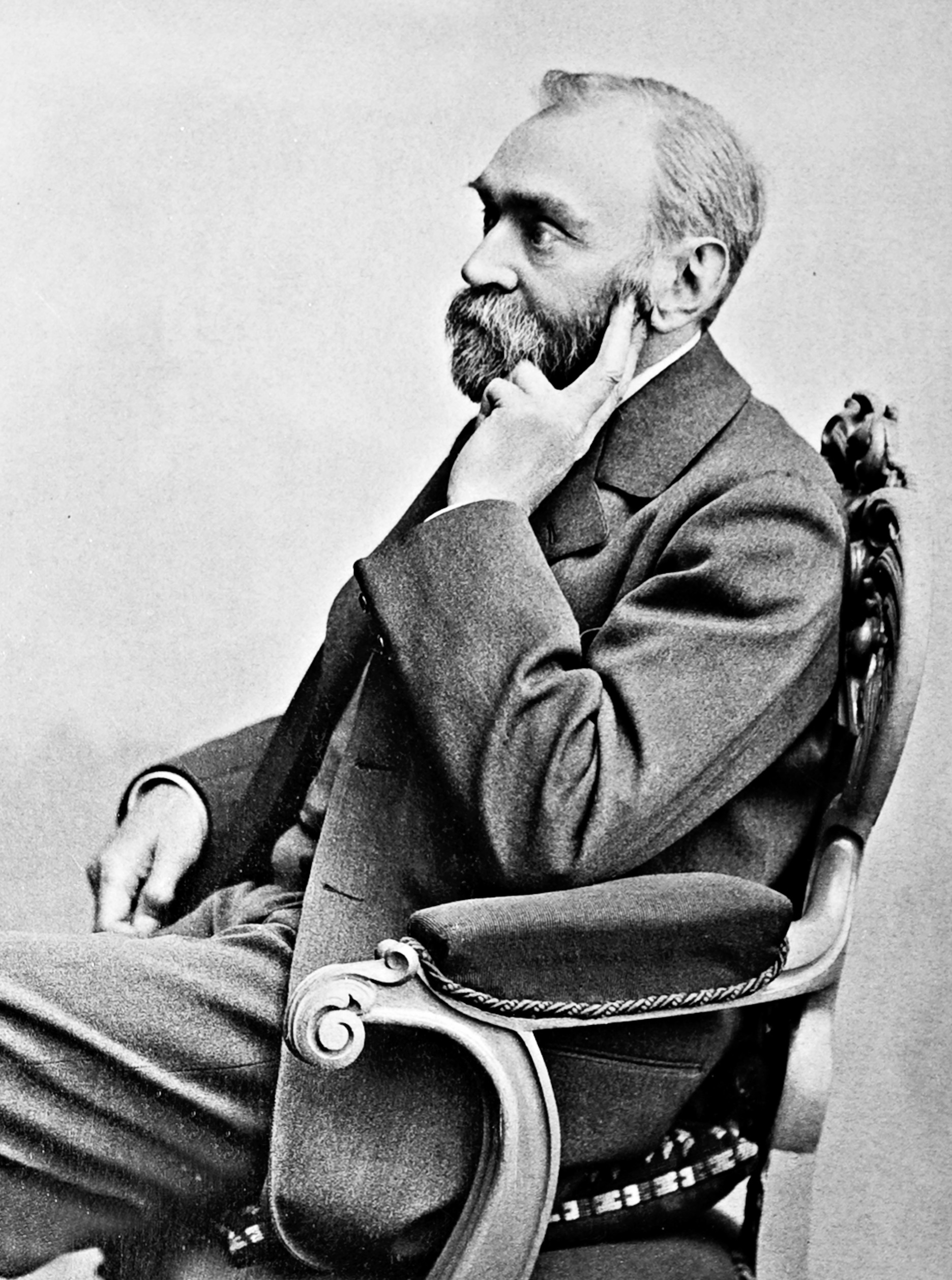
Fotografia di Alfred Nobel

Alfred Nobel nacque il 21 ottobre 1833 a Stoccolma, figlio di un imprenditore edile svedese. Provetto chimico, ingegnere e inventore, dopo esser divenuto nel 1894 presidente della società Bofors, Nobel mise a punto diversi esperimenti sugli esplosivi: fu così che accumulò un'ingente quantità di denaro, derivante dai brevetti delle sue 355 invenzioni, la più famosa delle quali è la dinamite, scoperta forse accidentalmente impiegando le proprietà assorbenti della farina fossile sulla nitroglicerina. Grazie a ulteriori ricerche Nobel preparò anche altri tipi di esplosivi deflagranti, fra cui la balistite (una delle cosiddette «polveri senza fumo»).
Nel marzo del 1888, Ludvig Nobel, fratello maggiore di Alfred, morì per un attacco di cuore. Alcuni giornali francesi, ritenendo che il defunto fosse lo stesso Alfred, annunciarono la sua morte con toni tutt'altro che lusinghieri:
Nobel fu profondamente scosso dalla condanna di questo necrologio prematuro, tanto che incominciò a temere come sarebbe stato ricordato dai posteri. Fermo nella decisione di apparire come un generoso filantropo e non come uno spietato industriale, decise di destinare il 94% della sua immensa fortuna all'istituzione di un premio da attribuire a chi rende «i maggiori servizi all'umanità» nei campi della chimica, fisica, medicina, letteratura o nel favorire relazioni pacifiche tra i popoli della Terra. Fu così che nacque il premio Nobel, regolarmente assegnato nelle sue varie declinazioni a partire dal 1901. Ragnar Sohlman e Rudolf Lilljequist, gli esecutori delle ultime volontà di Nobel (morto nel 1896 nella sua villa a Sanremo), istituirono la fondazione Nobel per la gestione del patrimonio di Nobel (31 milioni di corone svedesi) e per la distribuzione dei premi.

### Il testamento
Di seguito si riporta il testo delle disposizioni testamentarie di Nobel:
La totalità del mio residuo patrimonio realizzabile dovrà essere utilizzata nel modo seguente: il capitale, dai miei esecutori testamentari impiegato in sicuri investimenti, dovrà costituire un fondo i cui interessi si distribuiranno annualmente in forma di premio a coloro che, durante l'anno precedente, più abbiano contribuito al benessere dell'umanità. Detto interesse verrà suddiviso in cinque parti uguali da distribuirsi nel modo seguente: una parte alla persona che abbia fatto la scoperta o l'invenzione più importante nel campo della fisica; una a chi abbia fatto la scoperta più importante o apportato il più grosso incremento nell'ambito della chimica; una parte alla persona che abbia fatto la maggior scoperta nel campo della fisiologia o della medicina; una parte ancora a chi, nell'ambito della letteratura, abbia prodotto il lavoro di tendenza idealistica più notevole; una parte infine alla persona che più si sia prodigata o abbia realizzato il miglior lavoro ai fini della fraternità tra le nazioni, per l'abolizione o la riduzione di eserciti permanenti e per la formazione e l'incremento di congressi per la pace. I premi per la fisica e per la chimica saranno assegnati dalla Accademia Reale Svedese delle Scienze; quello per la fisiologia o medicina dal Karolinska Institutet di Stoccolma; quello per la letteratura dall'Accademia di Stoccolma, e quello per i campioni della pace da una commissione di cinque persone eletta dal Parlamento norvegese. È mio espresso desiderio che all'atto della assegnazione dei premi non si tenga nessun conto della nazionalità dei candidati, che a essere premiato sia il migliore, sia questi scandinavo o meno. 

Come esecutore testamentario nomino Ragnar Sohlman, residente a Bofors, Värmland, e Rudolf Lilljequist residente al 31 di Malmskillnadsgatan, Stoccolma, e a Bengtsfors vicino a Uddevalla. [...] 

Questo Ultimo Volere e Testamento è l'unico valido, e cancella ogni altra mia precedente istruzione o Ultimo Volere, se ne venissero trovati dopo la mia morte. 

Infine, è mio esplicito volere che, dopo la mia morte, mi vengano aperte le vene, e una volta che ciò sia stato fatto e che un Medico competente abbia chiaramente riscontrato la mia morte, che le mie spoglie vengano cremate in un cosiddetto crematorio.»

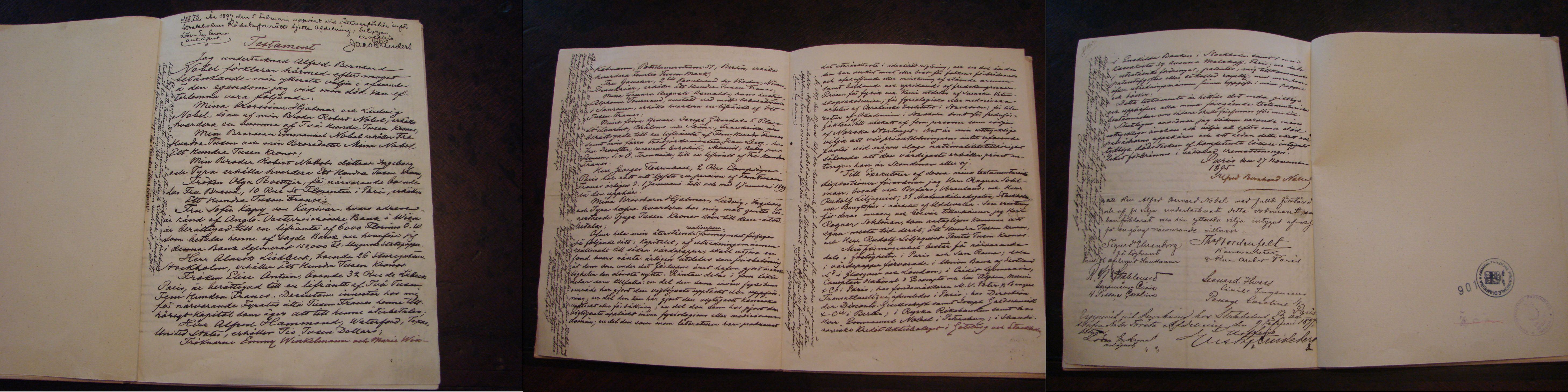
Il testamento di Nobel, esposto in copia a Sanremo nella Villa Nobel

(Parigi, 27 novembre 1895 Alfred Bernhard Nobel.)

## Descrizione
Il premio, gestito dalla Fondazione Nobel, fu istituito in seguito alle ultime volontà di Alfred Bernhard Nobel. La prima assegnazione dei premi risale al 1901, quando furono consegnati il premio per la pace, per la letteratura, per la chimica, per la fisiologia o la medicina e per la fisica. Non esiste invece il premio per la matematica. Nel  1969 venne assegnato per la prima volta il premio per l'economia in memoria di Alfred Nobel, impropriamente detto premio Nobel per l’economia, istituito in seguito a una donazione della banca nazionale di Svezia e da allora gestito insieme ai premi originari.
I premi sono generalmente assegnati in ottobre e la cerimonia di consegna si tiene a Stoccolma presso il Konserthuset ("Sala dei concerti") il 10 dicembre di ogni anno, anniversario della morte di Nobel. La cerimonia di consegna del premio Nobel per la pace si svolge invece a Oslo, in conformità al testamento di Alfred Nobel che attribuiva la sua assegnazione a una commissione eletta dal Parlamento norvegese: all'epoca dell'istituzione del premio, infatti, Svezia e Norvegia erano unite sotto un'unica corona e solo nel 1905 l'unione venne sciolta. I premi nelle specifiche discipline (fisica, chimica, fisiologia o medicina, letteratura ed economia) sono comunemente ritenuti i più prestigiosi assegnabili in tali campi. Anche il premio Nobel per la pace conferisce grande prestigio, tuttavia per l'opinabilità delle valutazioni politiche la sua assegnazione è stata qualche volta accompagnata da polemiche.
Il Nobel prevede l'assegnazione di una somma di denaro. Fino al 2011 consisteva in 10 milioni di corone; dal 2012 la somma è stata ridotta del 20% ma poi nel 2017 è stata aumentata sino a 9 milioni di corone (869 000 euro). I premi vengono ancora finanziati grazie agli interessi ottenuti sul capitale donato da Alfred Nobel, all'inizio del XX secolo.

## Modalità di assegnazione

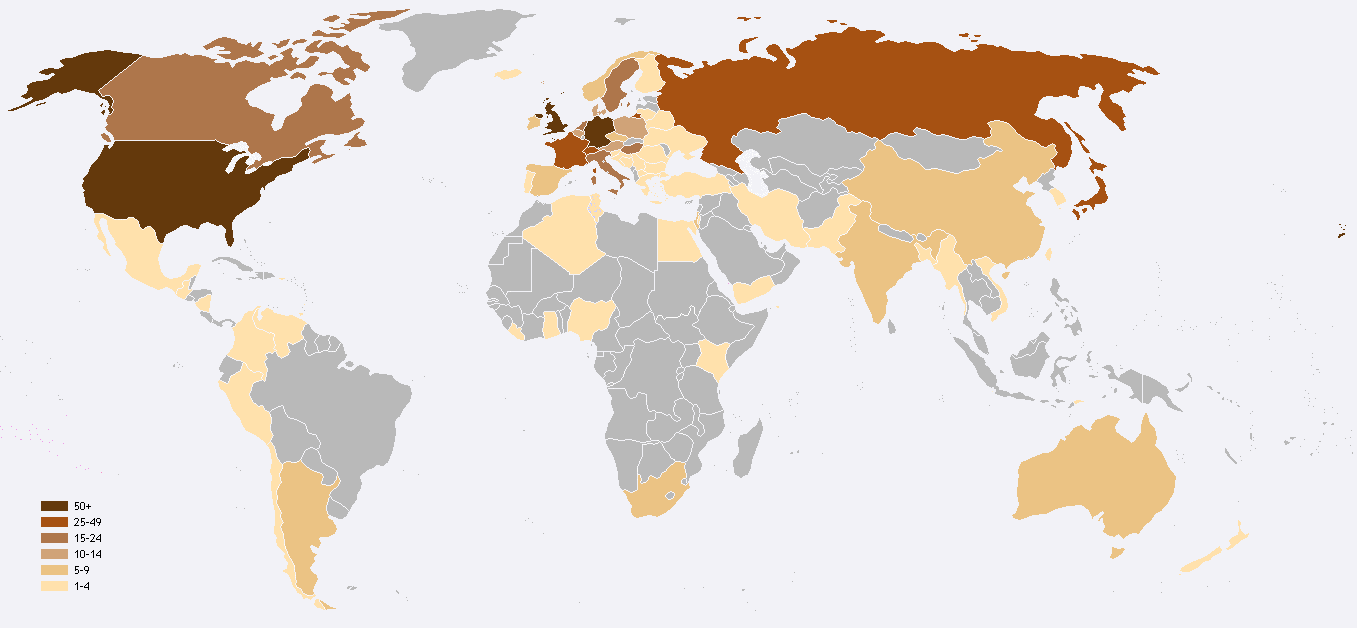
Mappa dei premi Nobel per paese

Il metodo di selezione dei vincitori dei premi è sostanzialmente identico per tutte le branche.
Il Comitato Nobel una volta all'anno (generalmente nel mese di settembre di un anno per la premiazione dell'anno successivo) invia ad alcune persone selezionate, generalmente personalità esperte nel proprio settore, una lettera chiedendo di indicare una persona meritevole di vincere il premio nel proprio ramo. Le persone a cui viene inviata tale richiesta, in numero in genere compreso tra le centinaia e le migliaia, possono comprendere appartenenti della Accademia reale svedese delle scienze (per quanto riguarda le discipline scientifiche,) o altri enti (come la Corte internazionale di giustizia e l'Istituto di diritto internazionale per il premio Nobel per la pace), nonché scienziati e accademici provenienti dai vari paesi del mondo che il Comitato ritiene idonei a dare il proprio parere. Non vengono considerate eventuali autocandidature.
Il Comitato Nobel provvede quindi a raccogliere le candidature, e da queste seleziona la lista di persone che vengono effettivamente nominate per il premio. La lista dei nominati viene mantenuta segreta per un periodo di cinquanta anni.
Il vincitore viene eletto da comitati ad hoc afferenti a diversi enti a seconda della disciplina:
- per i Nobel per la fisica, per la chimica e per l'economia, il premio viene assegnato dal rispettivo Comitato Nobel composto da membri dell'Accademia reale svedese delle scienze;[11][14][15]
- per il Nobel per la fisiologia o la medicina, il premio viene assegnato dall'Assemblea Nobel formata da membri dell'Istituto Karolinska;[12]
- per il Nobel per la letteratura, il premio viene assegnato dal Comitato Nobel composto da membri dell'Accademia svedese;[16]
- per il Nobel per la pace, il premio viene assegnato dal Comitato per il Nobel norvegese composto da membri selezionati dallo Storting, il parlamento monocamerale norvegese.[13]

Il vincitore (o i vincitori, che possono essere fino a tre per ogni disciplina) viene stabilito con voto maggioritario, non appellabile: il nome viene annunciato immediatamente dopo il voto.

## Casi particolari

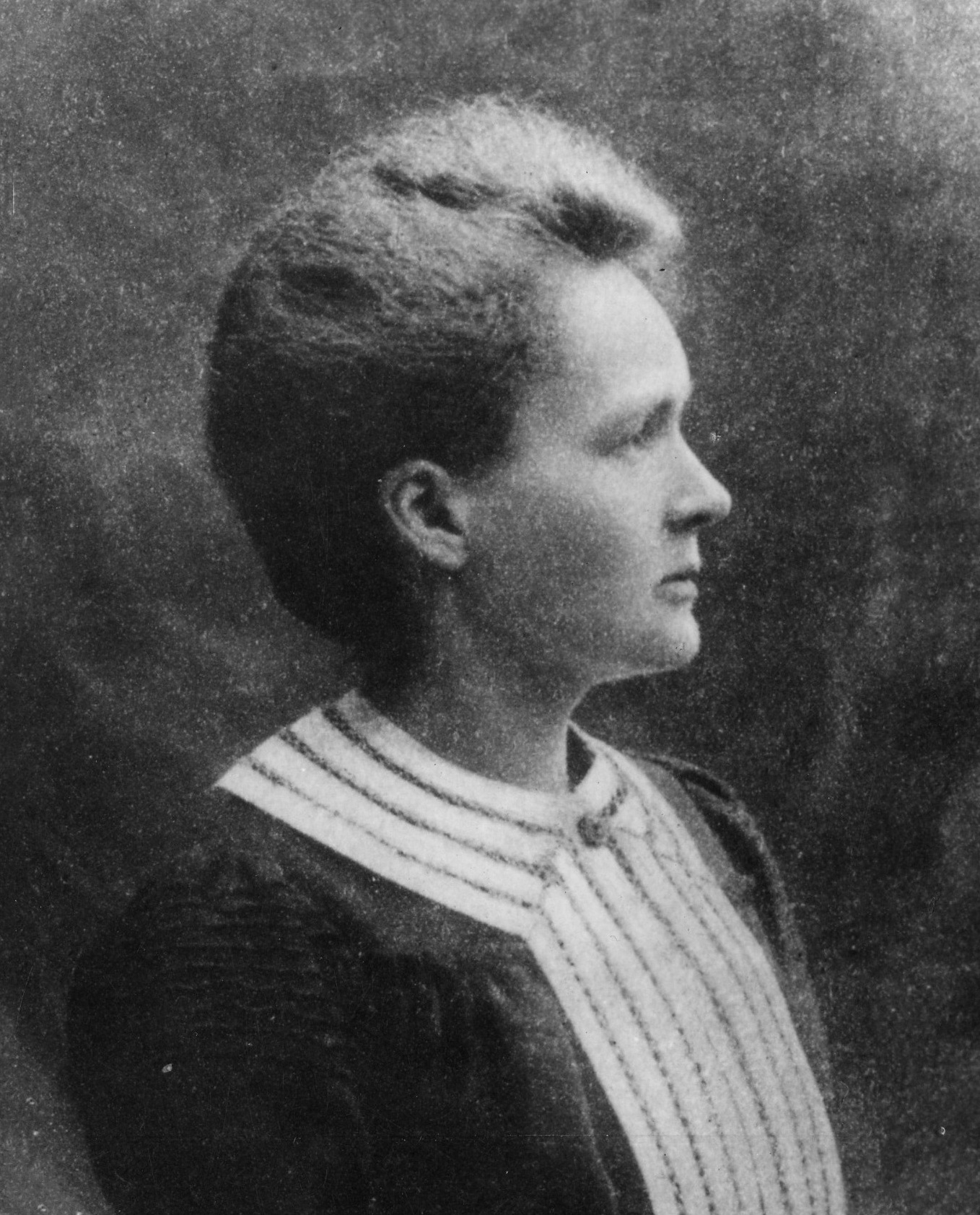
Marie Curie, una delle cinque persone che hanno ricevuto due volte il Premio Nobel (Fisica e Chimica)

La storia dei Nobel ha visto spesso la premiazione delle stesse persone in edizioni differenti, oppure di membri della stessa famiglia o di organizzazioni e membri di organizzazioni che nel corso degli anni hanno meritato più volte l'assegnazione del premio.
Nel 2018, in seguito allo scandalo #MeToo che ha coinvolto anche un membro dell'Accademia, il premio Nobel per la letteratura non è stato assegnato, perciò l'anno successivo è stato assegnato a due persone, lo scrittore Peter Handke e la scrittrice e attivista Olga Tokarczuk.

### Due premi
Sono cinque le persone che hanno finora ricevuto due premi Nobel:
- Marie Skłodowska Curie (1903 per la fisica e 1911 per la chimica);
- Linus Pauling (1954 per la chimica e 1962 per la pace);
- John Bardeen (1956 e 1972 per la fisica);
- Frederick Sanger (1958 e 1980 per la chimica);
- Barry Sharpless (2001 e 2022 per la chimica).

Di queste cinque, fu il solo Linus Pauling a vincere per due volte il prestigioso premio come singola persona.

### Familiari
- Tre componenti della famiglia Curie hanno ottenuto complessivamente quattro Premi Nobel; cinque con il genero:
  - Maria Skłodowska Curie due volte, nel 1903 per la fisica e nel 1911 per la chimica;
  - suo marito Pierre Curie assieme a lei nel 1903 per la fisica;
  - la loro figlia Irène Joliot-Curie insieme con il marito Frédéric Joliot-Curie nel 1935 per la chimica.
- I due fratelli Jan e Nikolaas Tinbergen hanno ottenuto entrambi il premio Nobel: il primo nel 1969 per l'economia e il secondo nel 1973 per la medicina.
- Roger David Kornberg, professore di biologia strutturale alla Stanford University, ha vinto il premio Nobel per la chimica nel 2006, quasi cinquant'anni dopo il padre Arthur Kornberg, anch'egli professore alla Stanford University, premiato con il premio Nobel per la medicina nel 1959.
- Joseph John Thomson ricevette nel 1906 il premio Nobel per la fisica per la scoperta sperimentale dell'elettrone, particella carica negativamente responsabile della conduzione elettrica nei gas e poté assistere all'assegnazione dello stesso premio al figlio George Paget, che lo ricevette nel 1937 insieme con Clinton Joseph Davisson per esperimenti sulla diffrazione di elettroni da reticoli cristallini, dovuta al comportamento ondulatorio degli elettroni.
- Niels Bohr, che ricevette il premio Nobel per la fisica nel 1922 per i suoi contributi fondamentali alla comprensione della struttura atomica e alla creazione della meccanica quantistica, non poté invece assistere all'assegnazione del premio Nobel al figlio. Infatti Aage Bohr ricevette il premio Nobel insieme con Ben Roy Mottelson e James Rainwater nel 1975, tredici anni dopo la morte del padre, per la scoperta della connessione fra moti collettivi e moti di particella nei nuclei atomici e per lo sviluppo della teoria nucleare basata su tale connessione.
- William Henry Bragg e suo figlio William vinsero il Premio Nobel per la fisica nel 1915 per i loro studi sull'analisi della struttura cristallina per mezzo dello spettroscopio a raggi X. William Lawrence Bragg fu anche il più giovane vincitore di un Nobel della storia, avendo conquistato l'ambito premio a soli venticinque anni.
- Hans von Euler-Chelpin, immigrato dalla Germania in Svezia, vinse il premio Nobel per la chimica nel 1929, mentre suo figlio Ulf von Euler vinse il premio Nobel per la medicina nel 1970.
- Il fisico indiano Chandrasekhara Venkata Raman vinse il premio Nobel per la fisica nel 1930 per i suoi studi sulla diffusione della luce e per la scoperta dell'effetto ottico che da lui prende nome (effetto Raman). Raman è lo zio dell'astrofisico Subrahmanyan Chandrasekhar, anch'egli premio Nobel sempre per la fisica nel 1983 (alla cui assegnazione lo zio non poté essere presente essendo deceduto 13 anni prima, come nel caso di Bohr), per i suoi studi riguardanti processi sulla struttura e l'evoluzione delle stelle e altre scoperte inerenti tra cui il limite di Chandrasekhar.
- Esther Duflo e suo marito Abhijit Banerjee sono stati insigniti contemporaneamente del premio Nobel per l'economia nel 2019, con la stessa motivazione, ovvero l'approccio sperimentale nella lotta alla povertà globale.
- Sune Bergström e suo figlio Svante Pääbo sono stati entrambi insigniti del premio Nobel per la medicina. Il primo nel 1982 e il secondo nel 2022.

### Organizzazioni
Il premio Nobel per la pace è stato attribuito più volte a persone e istituzioni legate a importanti enti internazionali. La Croce Rossa ha ricevuto il premio cinque volte:
- Henry Dunant (1901, fondatore della Croce Rossa);
- Comitato internazionale della Croce Rossa (1917, 1944 e 1963);
- Federazione internazionale delle società di Croce Rossa e Mezzaluna Rossa (1963).

Tra gli altri, hanno ricevuto il Nobel per la pace anche Amnesty International (1977), Medici senza frontiere (1999) e l'OPAC (2013).
Le Nazioni Unite ed enti o personaggi a essa correlati hanno ricevuto il premio nove volte:
- UNHCR (Alto Commissariato delle Nazioni Unite per i Rifugiati) (1954 e 1981);
- Dag Hammarskjöld (Segretario Generale ONU) (1961);
- UNICEF (Fondo delle Nazioni Unite per l'Infanzia) (1965);
- UNPROFOR (Forza di protezione delle Nazioni Unite) (1988);
- Kofi Annan (Segretario Generale ONU) (2001);
- ONU (Organizzazione delle Nazioni Unite) (2001);
- IPCC (Comitato Intergovernativo per i Mutamenti Climatici dell'ONU) (2007);
- AIEA (Agenzia internazionale per l'energia atomica) (2005);
- Programma alimentare mondiale (2020).

Infine l'Unione europea si è vista assegnare tale riconoscimento nel 2012.

## Critiche
Il premio Nobel non è stato esente da critiche nella sua storia, con assegnazioni particolarmente discusse o "mancate":
- 1925: George Bernard Shaw, pur accettando il riconoscimento, restituì il premio in denaro e dichiarò: «Posso perdonare Alfred Nobel per aver inventato la dinamite, ma solo un demone con sembianze umane può aver inventato il Premio Nobel».
- 1958: lo scrittore Boris Pasternak fu costretto dal governo dell'Unione Sovietica con pressanti minacce e avvertimenti da parte del KGB a rifiutare il premio espressamente assegnatogli per il suo romanzo Il dottor Živago.
- 1962: James Dewey Watson, Francis Crick e Maurice Wilkins vinsero il Nobel per la medicina per i loro studi nella determinazione della struttura del DNA. Il loro modello fu reso possibile dai precedenti studi di Rosalind Franklin, che Wilkins mostrò a Watson a sua insaputa. Rosalind Franklin era già morta per tumore e il premio Nobel non viene assegnato postumo, pertanto al suo posto venne premiato Wilkins, che era il direttore del laboratorio in cui lei lavorava. Tuttavia la sua figura non fu riconosciuta e onorata se non molti anni dopo e il suo esser stata dimenticata è stato a più riprese ricollegato al maschilismo, ancora vigente nel mondo scientifico negli anni '50.
- 1964: il filosofo e scrittore Jean-Paul Sartre rifiutò il Nobel per la letteratura poiché, a suo avviso, «nessun uomo merita di essere consacrato da vivo». Sartre aveva già rifiutato la Legion d'onore nel 1945 e ancora una cattedra al Collegio di Francia. Questi onori, secondo lui, avrebbero alienato la sua libertà, facendo dello scrittore un'istituzione.
- 1973: Lê Đức Thọ rifiutò il premio, asserendo che nel suo paese, il Vietnam, non vi fosse ancora la pace.
- 1973: in concomitanza con il colpo di Stato in Cile che portò Augusto Pinochet al potere, Henry Kissinger fu insignito del Nobel per la pace dopo aver caldamente supportato il dittatore cileno e la deposizione di Salvador Allende.[21]
- 1973: Konrad Lorenz ebbe il Nobel per la medicina nonostante l'esplicita e documentata adesione al nazismo, come denunciò Simon Wiesenthal, ricordando le sue teorie sulla degenerazione della razza applicabili anche agli esseri umani e chiedendo la restituzione del premio.
- 1974: Eyvind Johnson e Harry Martinson, ambedue svedesi, furono i destinatari del premio per la Letteratura, nonostante facessero parte della stessa Accademia svedese, che assegnava il premio.
- 1982: il premio per la Letteratura venne assegnato a Gabriel García Márquez, ma riscosse critiche per la mancata assegnazione a Jorge Luis Borges, il quale si limitò a osservare che la mancata assegnazione del Nobel a lui «è una prova della saggezza svedese»; aggiunse con ironia: «E’ un’antica tradizione scandinava: mi nominano per il premio, poi lo danno a un altro. Ormai tutto ciò è una specie di rito.» Si è sempre ritenuto che la commissione del Premio non abbia mai preso in considerazione l'autore argentino; tuttavia, alcuni atti recentemente desecretati permisero di scoprire che nel 1967 Borges fu vicino alla vittoria del Nobel, arrivando insieme a Graham Greene sul podio degli autori che contesero l'ambito traguardo al poeta guatemalteco Miguel Ángel Asturias. Le ragioni del mancato riconoscimento a Borges furono quasi certamente le sue critiche al poeta Artur Lundkvist, membro dell'Accademia, ma vennero mascherate con le idee politiche del grande scrittore che, senza mai essere un attivista, veniva apparentato al conservatorismo e alla destra, quasi fosse stato un sostenitore delle dittature militari argentine.
- 1994: fu assegnato il Nobel per la pace a Yasser Arafat, politico palestinese accusato di aver sostenuto la lotta armata e il terrorismo per l'indipendenza della Palestina da Israele. Insieme a lui furono premiati anche Shimon Peres e Yitzhak Rabin, a loro volta accusati di aver appoggiato in passato azioni di guerra verso il popolo palestinese. Ciò è dovuto al fatto che il premio è stato assegnato per il singolo trattato di pace, non per tutta la loro carriera politica.
- 2004: l'assegnazione del premio per la letteratura a Elfriede Jelinek suscitò l'accesa protesta di un membro dell'Accademia Svedese, Knut Ahnlund, il quale si dimise, sostenendo che la scelta di Jelinek aveva causato «danni irreparabili a tutte le forze progressiste, e aveva anche confuso la visione generale della letteratura come arte», dato che le opere di Jelinek erano «una massa di testo ammassata senza struttura artistica».
- 2007: Al Gore vinse con il Gruppo intergovernativo sul cambiamento climatico il Nobel per la pace per il film Una scomoda verità. In questo documento Gore esaminava il fenomeno del riscaldamento globale imputandolo alle attività umane. Vari scienziati criticarono il documentario[22], trovandovi una serie di errori e inesattezze[23]. Va anche precisato che il principale detrattore, il professor Richard S. Lindzen, fu a sua volta criticato per i finanziamenti di aziende petrolifere ricevuti da vari istituti di cui era partecipe.[24][25]
- 2008: il Nobel per la medicina fu assegnato a Luc Montagnier e a Françoise Barré-Sinoussi per la scoperta del virus dell'immunodeficienza umana o HIV, ma l'esclusione di Robert Gallo, che ebbe un ruolo importante in quegli studi e fu coinvolto direttamente con l'opera degli altri due ricercatori, fu a lungo criticata.
- 2008: a seguito dell’assegnazione del premio per la Letteratura a Jean-Marie Gustave Le Clézio, il critico letterario Harold Bloom in un’intervista (pubblicata anche sul Corriere della sera, 5 marzo 2009) lo definì «illeggibile» e disse che il premio Nobel «l’hanno dato ad ogni idiota di quinta categoria, da Doris Lessing [Nobel nel 2007], che ha scritto un solo libro decente quarant’anni fa, e oggi firma fantascienza femminista, a Dario Fo [Nobel nel 1997], semplicemente ridicolo».
- 2008: il Nobel per la fisica fu dato a Yoichiro Nambu, Makoto Kobayashi e Toshihide Maskawa in ragione della scoperta dell'origine della simmetria rotta che predice l'esistenza di almeno tre famiglie di quark in natura, ma venne completamente ignorato lo studio di  Nicola Cabibbo, che aveva aperto la via ai "premiati"; ancora nel 2021, Giorgio Parisi, collaboratore e studente di Cabibbo, nella propria autobiografia e durante la cerimonia di ricevimento del premio, ha rivelato come sia stato vissuto, dalla gran parte del mondo scientifico, come uno scandalo e un'ingiustizia il mancato conferimento del premio Nobel del 2008 a Cabibbo.
- 2009: il Nobel per la pace fu assegnato al presidente degli Stati Uniti Barack Obama. Questa assegnazione suscitò perplessità sulla base del fatto che Obama, essendo in carica soltanto da un anno al momento della consegna del premio, non avesse avuto il tempo di dimostrare con risultati concreti l'efficacia del suo operato a favore della pace. Inoltre queste critiche ripresero vigore quando il suo "disegno di legge per l'uscita dalla guerra in Iraq", che prevedeva il rientro di tutti i militari entro la fine di marzo 2008, non fu formalmente attuato fino al 31 agosto 2010.
- 2010: il Governo cinese accolse con dissenso la notizia del Nobel per la pace a Liu Xiaobo, scrittore e dissidente politico cinese, incarcerando la moglie del designato. Liu Xiaobo era già in carcere dall'8 dicembre 2008, anche se l'arresto fu formalizzato il 23 giugno 2009 e la sentenza di carcerazione fu emessa il 25 dicembre 2009. Liu Xiaobo quindi non poté in alcun modo ritirare il premio. L’uomo morì in carcere sette anni dopo l’assegnazione del premio, senza che né lui stesso o i suoi familiari potessero ritirarlo al suo posto.
- 2016: il Nobel per la chimica fu assegnato a Ben Feringa, Jeanne-Pierre Savauge e J. Fraser Stoddart per la progettazione e la sintesi di macchine molecolari. Fra i pionieri di questo campo di ricerca vi erano anche Vincenzo Balzani e Jean-Marie Lehn. In particolare, per Balzani, autore dei primi studi in merito e presente assieme agli altri premiati tra le firme del lavoro scientifico che coniò il nome, numerosi docenti italiani protestarono per la mancata assegnazione.[26]
- 2018: il premio per la letteratura non venne assegnato, ma rinviato all'anno successivo, a causa di uno scandalo coinvolgente per molestie sessuali l'intellettuale Jean-Claude Arnault, regista e fotografo franco-svedese, marito della poetessa Katarina Frostenson, membro dell'Accademia svedese, a sua volta sospettata da parte di membri dell'Accademia svedese di aver lasciato trapelare indiscrezioni e informazioni riservate sui nomi dei vincitori dei premi in almeno sette occasioni in modo che i complici amici potessero trarre profitto dalle scommesse. A causa dello scandalo di Arnault (che porterà alla condanna a due anni e mezzo di carcere) e ai sospetti sulla moglie per conflitti di interesse, si dimisero dall'Accademia ben 6 membri (Klas Östergren, Sara Danius, Peter Englund, Kjell Espmark, Sara Stridsberg e, poco dopo, anche la stessa Katarina Frostenson), ponendo in seria crisi il numero legale per la nomina del premio, dato che altri membri si erano dimessi in precedenza (nel 1989 tre membri, tra cui l'ex segretario permanente Lars Gyllensten, si dimisero per protesta dopo che l'accademia si rifiutò di denunciare l'ayatollah Ruhollah Khomeini per aver chiesto la morte di Salman Rushdie, autore de I versetti satanici; nel 2005 si dimise anche Knut Ahnlund, cfr. supra), non partecipavano più ai lavori e, per statuto dell'Accademia, non potevano essere sostituiti in quanto l'incarico era a vita: rimasero solo 11 membri attivi; anche se era ancora tecnicamente possibile scegliere un vincitore del 2018, poiché solo otto membri attivi sono tenuti a scegliere un destinatario, la sua nomina sarebbe stata compromessa dalla scarsa credibilità. Pertanto, il 2 maggio 2018 il re Carlo XVI Gustavo ha modificato le regole dell'Accademia e ha permesso ai membri di dimettersi in modo che potessero venire nominati i sostituti; ha inoltre stabilito che un membro, rimasto inattivo nel lavoro dell'accademia per più di due anni, può essere invitato a dimettersi. Seguendo le nuove regole, i primi membri ad usufruire formalmente del permesso di lasciare l'Accademia furono: Klas Östergren, Sara Stridsberg, Kerstin Ekman e Lotta Lotass.
- 2019: a vincere il premio Nobel per la letteratura fu Peter Handke, criticato per le sue posizioni sulla guerra in Jugoslavia degli anni Novanta. Lo scrittore, di origine slovena, manifestò più volte la sua simpatia per Slobodan Milošević, ex presidente della Serbia e della Jugoslavia, morto in attesa di essere giudicato dal Tribunale penale internazionale per genocidio, crimini di guerra e crimini contro l’umanità. Inoltre, ha sempre preso le parti dell’esercito serbo, responsabile di massacri e operazioni di pulizia etnica durante la guerra. Sostenne anche che il massacro di Srebrenica non fosse mai avvenuto.[27]

Un'ulteriore osservazione continuamente posta è l'assenza del riconoscimento per la matematica, la cui massima onorificenza è la Medaglia Fields, sebbene sia un premio quadriennale soggetto al vincolo dell'età inferiore ai 40 anni. Secondo una tesi diffusa, pur senza particolare fondamento, il premio per la matematica non sarebbe stato istituito in quanto Nobel avrebbe scoperto che una sua amante lo aveva tradito con un famoso matematico svedese, Gösta Mittag-Leffler. Istituendo il premio per la matematica l'Accademia Reale svedese lo avrebbe probabilmente assegnato proprio a Mittag-Leffler per i suoi studi sulle funzioni analitiche, sul calcolo delle probabilità e sulle equazioni differenziali omogenee.
Criticato è stato l'esagerato numero di conferimenti del premio per la Letteratura ad autori di nazionalità svedese: a fronte di un riscontro mondiale non altrettanto eclatante, sono stati ben 8 gli scrittori svedesi premiati (Selma Lagerlöf - 1909, Verner von Heidenstam - 1916, Erik Axel Karlfeldt -1931, Pär Lagerkvist -1951, Nelly Sachs - 1966, Eyvind Johnson e Harry Martinson - 1974, Tomas Tranströmer - 2011), inferiori solamente ai 16 francesi, 14 inglesi, 13 statunitensi e pari agli 8 di Germania (più 2 espatriati), paesi di ben maggiore spessore letterario. Agli 8 Nobel svedesi per la Letteratura si possono aggiungere i 3 danesi e i 4 norvegesi per denotare l'eccessiva autoreferenzialità dell'Accademia svedese all'area scandinava. Il problema venne posto in evidenza già nel 1918, quando il poeta svedese Erik Axel Karlfeldt rifiutò il Nobel per la letteratura e palesò la denuncia di un conflitto di interessi, dato che era egli stesso un membro dell'Accademia di Stoccolma, assegnataria del premio. Nonostante la denuncia e il rifiuto, il premio - in maniera anomala rispetto alla regola del premio di non premiare in tempo postumo i defunti - gli venne comunque assegnato subito dopo la sua morte, avvenuta nel 1931. Identico conflitto di interessi venne manifestato dall'assegnazione del premio per la Letteratura a Eyvind Johnson e Harry Martinson, ambedue componenti da lungo tempo dell'Accademia svedese, l'uno dal 1957, l'altro dal 1949.